# توني ماهوني
توني ماهوني (بالإنجليزية: Tony Mahoney)‏ (29 سبتمبر 1959 في المملكة المتحدة - ) هو لاعب كرة قدم بريطاني في مركز الهجوم. لعب مع كريستال بالاس ونادي برينتفورد ونادي فولهام ونادي نورثامبتون تاون ونادي دارتفورد وكانفي آيلاند وغرايز أتلاتيك ‏.